# Live Is Life
«Live Is Life» (с англ. — «Концерты — это жизнь») — песня австрийской группы Opus.
Летом 1985 года заняла 1-е место в хит-парадах ряда европейских стран, а позже добралась и до Северной Америки, в 1986 году достигнув 1-го места в Канаде и заняв 32 место в США.
С тех пор песню перепевал ряд известных исполнителей, среди которых группы Laibach и Hermes House Band.

## История
«Live Is Life» — второй сингл группы Opus, выпущенный в 1984 году и получивший огромный успех. Песня тогда возглавила чарты во многих странах, включая Австрию (восемь недель на 1 месте), Германию, Францию (семь недель) и Швецию (четыре недели).
Во Франции это 149-й самый продаваемый сингл всех времён (с продажами в 857000 экземпляров).
Песня была записана на концерте в Оберварте 2 сентября 1984 года, на котором группа отмечала свою одиннадцатую годовщину. Она записана живьём на концерте, группе подпевают зрители. Студийный вариант также существует, однако популярным он не стал и радиостанции заменили его на живую версию, которая популярна и сегодня. Текст песни выражает «восторженную любовь группы к выступлениям на сцене» (англ. the enthusiastic attachment of the group to the stage.
В 1994 году по случаю Чемпионата мира по футболу группа Opus выпустила совершенно другую версию песни «Live Is Life». Эта версия достигла в Австрии первой десятки.

## Кавер-версии
Словенская авангардная группа Laibach включила два кавера этой песни в стиле мартиал-индастриал в свой альбом 1987 года Opus Dei. Первая версия, «Leben Heißt Leben», исполнялась на немецком языке. Вторая версия, «Opus Dei», была на английском. Песня «Opus Dei» была издана отдельным синглом, и видеоклип к ней (озаглавленный там «Life is Life») много крутили на американском кабельном музыкальном канале MTV. В «Opus Dei» осталась часть оригинального англоязычного текста, но песня подавалась в таком музыкальном стиле, что значение этих стихов можно было трактовать по-разному. Подрывная интерпретация этой песни группой Laibach превратила позитивный, радостный гимн в триумфальный, напористый военный марш. Этой части нет в видеоклипе, но один раз припев исполняется в переводе на немецкий, являясь ярким примером того, как его смысл может меняться в зависимости от контекста.